# Ани Лозанова
Анна Бойкова Лозанова, известна под артистичните псевдоними Ани Лозанова и Ани Ло, е българска поп-рок и метъл певица.

## Биография
Ани Лозанова е родена на 29 август 1975 г. в град Берлин, Германия и през първите си седем години живее там. Първата ѝ музикална изява е на 3-годишна възраст, пред германци в берлинско метро. След като младите ѝ родители завършват икономическото си образование, семейството се връща в София, където Ани започва основното си образование.
Въпреки засиленото влечение към музиката и уроците по китара (подарък от дядо ѝ), през 1990 г. Ани е приета в Немската гимназия „Проф. Константин Гълъбов“. И така, 16-годишна, Ани дебютира на сцената с песента на китариста Иван Лечев „Няма бряг“.
В немската гимназия написва и първата си авторска песен, вдъхновена от деветата годишнина от смъртта на Джон Ленън. През 1994 г. младата певица изненадва всички роднини, сред които няма музиканти, като е приета в Националната музикална академия „Проф. Панчо Владигеров“. Във втори курс Ани се запознава с Митко Кърнев („Д2“), Венко Поромански („Те“), Пепи Попов („Атлас“), Сибин Василев („Rag Dolls“) и заедно създават една от първите клубни групи в България – „Джаронимо“. Ани е първият женски вокал, стъпил на сцената на открития през 1996 г. в клуб Swingin ’Hall. Следват участия с групата почти всяка нощ и тъй като Ани е от певиците, които се раздават на сцената, тя едва не изгубва гласа си. Лекарите препоръчват операция, но на певицата предстои важен ангажимент – конкурсът „Златният Орфей“.
Заедно с приятелката ѝ, саксофонистка Боряна Димитрова, изпълняват нестандартна версия на класиката „Summertime“ – само глас и саксофон. На конкурса певицата представя за пръв път и песента на Румен Гайдев „Танцувам сама“. След това събитие Ани „млъква“ почти за една година. Напуска „Джаронимо“, но заедно с китаристът Митко Кърнев решават да създадат съвместна песен. Така се ражда „Не мога да заспя“ – м. Румен Гайдев – Гаро, т. Славей Гайдев, ар. Димитър Кърнев. Алтернативният хит, с който тандемът Анна и Димитър обира овациите на конкурса „Звукът на Passport“.
През 1998 г. певицата получава покана от продуцентска къща Едита да напише песента за мащабна анти-СПИН кампания. „Друго измерение“ звучи и в документалния филм към кампанията, в който болни хора разказват историите си. След като завършва Консерваторията през 1999 г., Ани започва да обикаля света като певица в шоу програми.
През 2002 г. излиза дългоочакваният ѝ дебютен албум „Огледало“, издаден от „Орфей мюзик“, който включва девет песни, записвани през годините 1996 – 2002. Това обяснява стиловото разнообразие на албума (поп, рок, алтернатив). Най-хитовата песен от албума, която се радва на голям успех и днес, е „Няма бряг“, дело на композитора Иван Лечев, поета Александър Петров и с аранжимента на Красимир Тодоров. Други хитове от албума са заглавната „Огледало“ (музика и текст: Румен Гайдев-Гаро, аранжимент: Александър Тодоров) и вече познатата „Не мога да заспя“, записана през 1998 г. – тя е от времето, когато певицата работи с Димитър Кърнев в проекта им „Анна и Димитър“. В албума Ани Лозанова има и два дуета: с Гаро – „Никой не разбра“ (музика и текст: Румен Гайдев-Гаро, аранжимент: Александър Тодоров) и Явор Кирин – „Пингвин“ (музика и текст: Явор Кирин, аранжимент: Емил Бояджиев). Същата година певицата снима уникална фотосесия за корицата на 7-и брой на „Playboy“ в България.
През 2004 г. Ани реализира сингъла „Тя е в мен“, който представя на VII годишни музикални награди на телевизия ММ.
През 2006 г. певицата участва в българския кастинг за Евровизия с песента на Росен Чешмеджиев „Ще те запаля“. Песента се нарежда сред финалистите и Ани посвещава успеха на автора, който изненадващо умира малко преди конкурса.
През 2010 г. Ани Лозанова, заедно с Йорданка Илова и група „032“, е беквокал в двата албума на Лили Иванова „В името на вярата“ и „Този свят е жена“.
През 2011 г., след дългогодишна работа, Ани и групата ѝ „Ani Lo Project“ издават първия си съвместен албум със заглавието „Miracle“. Той съдържа 11 авторски композиции в стил метъл с прог и симфинични елементи, както и готик кавър. Представянето на албума първо е в Германия – на Благовещение, 25 март.
На 4 април 2012 г. Ани Лозанова ражда сина си Майкъл. Бащата на детето е компютърен специалист. Оттогава семейството живее в Мюнстер, Германия.

## Дискография

### Студийни албуми
- „Огледало“ (2002)
- „Miracle“ (2011)
- „A Time Called Forever“ (2020)